# Carina Persson (fotomodell)
Carina Persson, född 14 juni 1958 i Stockholm, är en svensk fotomodell. Hon utsågs till herrtidningen Playboys Playmate of the Month för augusti månad 1983.